# Liste der Kulturdenkmale in Geyer

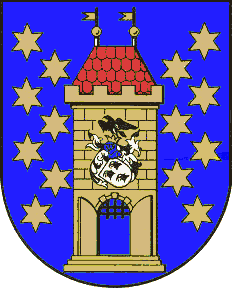
Wappen von Geyer

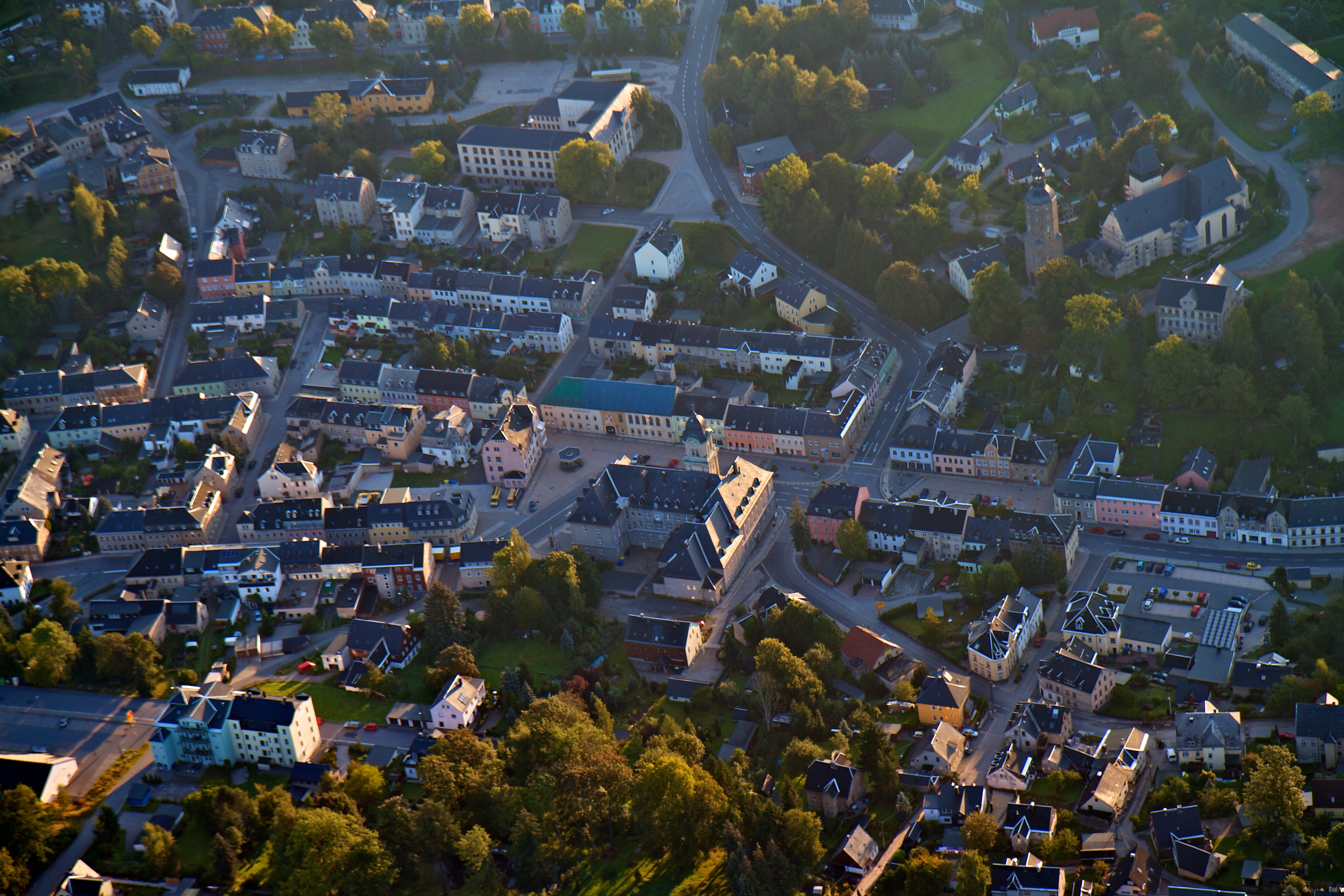
Geyer von oben, 2011

Die Liste der Kulturdenkmale in Geyer enthält die Kulturdenkmale in Geyer.
Diese Liste ist eine Teilliste der Liste der Kulturdenkmale in Sachsen.

## Legende
- Bild: Bild des Kulturdenkmals, ggf. zusätzlich mit einem Link zu weiteren Fotos des Kulturdenkmals im Medienarchiv Wikimedia Commons. Wenn man auf das Kamerasymbol klickt, können Fotos zu Kulturdenkmalen aus dieser Liste hochgeladen werden:
- Bezeichnung: Denkmalgeschützte Objekte und ggf. Bauwerksname des Kulturdenkmals
- Lage: Straßenname und Hausnummer oder Flurstücknummer des Kulturdenkmals. Die Grundsortierung der Liste erfolgt nach dieser Adresse. Der Link (Karte) führt zu verschiedenen Kartendiensten mit der Position des Kulturdenkmals. Fehlt dieser Link, wurden die Koordinaten noch nicht eingetragen. Sind diese bekannt, können sie über ein Tool mit einer Kartenansicht einfach nachgetragen werden. In dieser Kartenansicht sind Kulturdenkmale ohne Koordinaten mit einem roten bzw. orangen Marker dargestellt und können durch Verschieben auf die richtige Position in der Karte mit Koordinaten versehen werden. Kulturdenkmale ohne Bild sind an einem blauen bzw. roten Marker erkennbar.
- Datierung: Baubeginn, Fertigstellung, Datum der Erstnennung oder grobe zeitliche Einordnung entsprechend des Eintrags in der sächsischen Denkmaldatenbank
- Beschreibung: Kurzcharakteristik des Kulturdenkmals entsprechend des Eintrags in der sächsischen Denkmaldatenbank, ggf. ergänzt durch die dort nur selten veröffentlichten Erfassungstexte oder zusätzliche Informationen
- ID: Vom Landesamt für Denkmalpflege Sachsen vergebene, das Kulturdenkmal eindeutig identifizierende Objekt-Nummer. Der Link führt zum PDF-Denkmaldokument des Landesamtes für Denkmalpflege Sachsen. Bei ehemaligen Kulturdenkmalen können die Objektnummern unbekannt sein und deshalb fehlen bzw. die Links von aus der Datenbank entfernten Objektnummern ins Leere führen. Ein ggf. vorhandenes Icon  führt zu den Angaben des Kulturdenkmals bei Wikidata.

## Geyer
| Bild                                    | Bezeichnung | Lage                                  | Datierung                                                        | Beschreibung | ID       |
| --------------------------------------- | --- | ------------------------------------- | ---------------------------------------------------------------- | --- | -------- |
| Weitere Bilder                          | Schule (Anschrift: Ehrenfriedersdorfer Straße 11 und Hieronymus-Lotter-Straße 2) | Hieronymus-Lotter-Straße 2 (Karte)    | 1883                                                             | Historistischer Putzbau, mehrere Gebäudeflügel, erbaut als Bürgerschulgebäude, Erweiterungsbau (Westflügel) für eine Beamtenschule, ortsgeschichtliche und baugeschichtliche Bedeutung. Drei-Flügel-Anlage, dreigeschossiger massiver Putzbau, Segmentbogenstil, zweiachsiger Mittelrisalit mit Neorenaissance-Bekrönung, Fenstersprossung nicht ursprünglich, Flügelbauten zum Teil verändert, originales Portal, Walmdach, Schieferdeckung, war erste Sächsische Gemeinde- und Beamtenschule, in den Räumen der Bürgerschule seit 1891 eine Beamtenschule im zweiten Stockwerk, seit 1898 mit eigenem Schulgebäude (Westflügel der Schule) | 08967439 |
|                                         | Einzeldenkmale in der Sachgesamtheit Bergbaumonumente Geyer (siehe Sachgesamtheit ID 09306543) | (Karte)                               | im Kern 16. Jahrhundert (Arsenik- und Vitriol-Produktionsstätte) | Einzeldenkmale von bergbaugeschichtlicher Bedeutung: Binge, Konstantinschacht, Stauweiher mit Mauer und Hochwasserentlastungsanlage, Heideteich mit Damm und Hochwasserentlastungsanlage, Areal „Drei-Kinder-Schacht“, Tiefer Hauptstolln, Mundloch Neuer Tiefer Hirtenstolln. 1. Binge, 2. Konstantinschacht, Bestandteil der Vereinigt Geschick Geviert Fundgrube (darin Gestänge, Teufe 39 m, ab 1841), kleine Halde 3. Stauweiher mit Mauer und Hochwasserentlastungsanlage (Mitte 14. Jahrhundert, Greifenbach-Stauweiher, im Zusammenhang mit dem Bau des Röhrgrabens errichtet), 4. Heideteich mit Damm und Hochwasserentlastungsanlage, 5. Areal „Drei-Kinder-Schacht“, erwähnt 1505, Halden, Mauern der Arsenik- und Vitriol-Produktionsstätte, im Kern 16. Jahrhundert, 6. Tiefer Hauptstolln, erwähnt 1462, 7. Mundloch Neuer Tiefer Hirtenstolln, bezeichnet 1907. | 08967479 |
| Direkt Bild zu diesem Denkmal hochladen | Gedenkstein an zwei vom Blitz erschlagene Kinder | (Karte)                               | bezeichnet 1877                                                  | Ortsgeschichtlich von Bedeutung. | 08967478 |
| Weitere Bilder                          | Grenzstein | (Karte)                               | 1504                                                             | Regionalgeschichtlich von Bedeutung. Grenzscheide der schönburgischen, hartensteinischen und landesherrlich meißenischen Besitzungen, dreiseitig mit sächsischem und schönburgischem Wappen, dem Schutzheiligen des Klosters Grünhain, dem Wappen von Zwönitz und dem Geierskopf (Geyer), 40 cm | 08967477 |
| Direkt Bild zu diesem Denkmal hochladen | Wohn- und Geschäftshaus in Ecklage, mit eingeschossigem Anbau und seitlicher Toreinfahrt | Alte Gartenstraße 2 (Karte)           | um 1905                                                          | Klinker-Putz-Fassade mit dominantem Eckturm, Anbau mit gleichem Dekor, baugeschichtlich und womöglich ortsgeschichtliche Bedeutung. Zweigeschossiger Klinkerbau mit Dekorelementen (lisenenartig), Erdgeschoss mit Rundbogenfenstern, Obergeschoss mit T-Sprossung, Turm rund mit Betonsockel, kegelartige Turmhaube, Mansarddach, altdeutsche Schieferdeckung | 08967452 |
| Direkt Bild zu diesem Denkmal hochladen | Fabrikantenvilla mit Einfriedung | Alte Hormersdorfer Straße 23 (Karte)  | 1920                                                             | Von architektonischem Anspruch, Einflüsse des Reformstils der Zeit nach 1910, baugeschichtliche und ortsgeschichtliche Bedeutung. Denkmaltext: Fabrikantenvilla der Strumpffabrik Scheithauer von 1920, mit Einfriedung aus behauenen Natursteinquadern, zweigeschossiger massiver Putzbau mit zusätzlichem Sockelgeschoss, das Obergeschoss über große dreiecksübergiebelte Gaupen ins schiefergedeckte Mansarddach integriert, dessen unteres Ende, den gesamten Bau horizontal gliedernd, „exotisch“ ausschweift. Höhlenartiger eingezogener seitlicher Eingang mit Treppe, zwar ruhen die dominanten Gaupen zum Teil optisch auf runden Erdgeschoss-Erkern, doch wird die Symmetrie durch ein insgesamt unregelmäßiges Wand-Öffnungs-Verhältnis im Sinne des Reformstils aufgehoben. Interessante architektonische Linienführung und Proportionierung, die ornamentalen Applikationen außen (Schlussstein, querovale Öffnung) und innen (mehrfach Deckenstuck und Farbglasfenster) sind jedoch konventionell (Zahnschnitt, Eierstab, Rocaille, Florales), handwerklich gutes Treppengeländer, die Gestaltung der Innentüren noch mit Jugendstileinfluss, architektonisch anspruchsvolles Gebäude von baugeschichtlicher Bedeutung, charakteristischer Bau der 1920er Jahre für gehobene Ansprüche, auch ortshistorisch relevant. (LfD/2012) - Massiver Putzbau, eingeschossig mit Obergeschoss im Mansarddachbereich (große dreiecksübergiebelte Dachhäuser auf allen Seiten), Eingangssituation mit Rundbogen, T-Fenstersprossung, Dachhäuser basieren optisch auf Erkern (Erdgeschoss), Schieferdeckung, reiche Ausstattung - Innen: Farbglasfenster, stuckierte Decken in vielen Variationen, Treppengeländer, wertvolles kunsthandwerkliches Beispiel, - Einfriedung: behauene Natursteinquader | 08967434 |
| Weitere Bilder                          | Rathaus | Altmarkt 1 (Karte)                    |                                                                  | | 08967446 |
| Weitere Bilder                          | Postmeilensäule | Altmarkt 8 (vor) (Karte)              | bezeichnet 1730                                                  | Kopie einer Distanzsäule, verkehrsgeschichtlich von Bedeutung. Denkmaltext: Kopie einer kursächsischen Distanzsäule, bezeichnet 1730, aus Greifensteiner Granit mit Inschriften zu Entfernungsangaben, Wappen aus Sandstein, seit 1921 steht sie auf dem südlichen Teil des Altmarktes. Ursprünglich stand sie am nördlichen Ende des Altmarktes, vor dem alten Rathaus. Die Säule hat überdurchschnittlich viele Inschriften, so dass das Posthorn und die Jahreszahl auf einer Zeile Platz finden mussten. Die Säule wurde in der Werkstatt von Daniel Stein (Freiberg) angefertigt. 1969/70 wurde die Säule durch den Bildhauermeister Fritz Hedrich (Schlettau) erneuert. 2005 wurde die Säule letztmals gereinigt und farblich erneuert. Im Jahre 1722 begann man im Kurfürstentum Sachsen mit der Aufstellung der Kursächsischen Postmeilensäulen. Kurfürst Friedrich August I. wollte hierdurch ein zeitgemäßes Verkehrs- und Transportleitsystem im Kurfürstentum aufbauen, um Handel und Wirtschaft zu fördern. Er beauftragte mit Generalvollmacht Magister Adam Friedrich Zürner (1679–1742) mit der Durchführung. Das System der Postmeilensäulen umfasste Distanzsäulen, Viertelmeilensteine, Halb- und Ganzmeilensäulen. Die Distanzsäulen sollten in den Städten vor den Stadttoren, später nur auf den Marktplätzen aufgestellt werden. Entlang der Poststraßen wurden Viertelmeilensteine, Halb- und Ganzmeilensäulen aufgestellt. Sie erhielten eine fortlaufende Nummerierung (Reihennummer), beginnend vom Anfang der Vermessung. Die Ganzmeilensäulen wurden außerhalb der Städte an den Poststraßen im Abstand von 1 Meile (= 9,062 km). aufgestellt. Die Distanzsäulen waren mit dem Monogramm „AR“ für „Augustus Rex“, dem kursächsisch und polnisch-litauischen Doppelwappen sowie der polnischen Königskrone gekennzeichnet. Die Ganzmeilen-, Halbmeilensäulen und Viertelmeilensteine waren alle ähnlich beschriftet, alle trugen kein Wappen, aber das Monogramm „AR“. Die Entfernungsangaben erfolgten in Wegestunden (1 Stunde= ½ Postmeile = 4,531 km). Dieses Meilensystem war das erste europäische Verkehrsleitsystem. Der hier betrachteten Säule kommt als Teil des überregional bedeutenden Postwegesystems eine hohe verkehrsgeschichtliche Bedeutung zu. (LfD/2013) Obelisk, Greifensteiner Granit, Wappenstück aus Sandstein, bezeichnet „1730“, viele Inschriften, Jahreszahl und Posthortzeichen auf einer Zeile, 1969/70 erneuert, 2005 restauriert | 08967445 |
|                                         | Wohn- und Geschäftshaus in halboffener Bebauung und in Ecklage | Altmarkt 16 (Karte)                   | um 1920                                                          | Putzfassade mit zwei Erkern, Reformstil-Architektur, baugeschichtliche und städtebauliche Bedeutung. Dreigeschossig, massiver Putzbau mit intaktem Wand-Öffnungs-Verhältnis, erstes Obergeschoss: zwei gliedernde Erker mit Ornament, sich im zweiten Obergeschoss fortsetzend, zentraler Giebel mit Kartusche in expressionistischen Formen, reicht in den Dachbereich (Mansarddach mit Ausbauten), originale Fenstersprossung | 08967444 |
| Direkt Bild zu diesem Denkmal hochladen | Umspannwerk | Am Fuchsschwanz 10 (Karte)            | 1913–1914                                                        | Putzfassade mit aufwändiger Gliederung, ortsbildprägend, technikgeschichtliche Bedeutung. Zweigeschossiger massiver Putzbau, sehr breit, Obergeschoss mit Blendbogengliederung, ein Giebel verbrettert, flaches Satteldach mit Überstand | 08967433 |
| Weitere Bilder                          | Kirche (mit Ausstattung), Verbindungsbau zum Wachturm, Kirchhof mit Grabmal von Evan Evans, Kriegerdenkmal für die Gefallenen des Ersten Weltkrieges, Einfriedungsmauer und Torbogen sowie Kirchhofs-Vorplatz mit Einfriedungsmauern | Am Lotterhof 8 (Karte)                | 1506, im Kern älter                                              | Spätgotische Saalkirche mit jüngerem Querschiff und Nordturm, baugeschichtlich, ortsgeschichtlich und ortsbildprägend von Bedeutung. Bruchsteinbau mit Querschiff und 5/8-Chor, Querschiff von 1909, Westseite mit kurzem Kreuzgang, darin vier spätgotische Figuren (Ölberggruppe) um 1520 | 08967438 |
| Weitere Bilder                          | Stadt-Wachturm | Am Lotterhof 10 (Karte)               | ab 1395                                                          | Mittelalterlicher Bruchsteinbau, besondere baugeschichtliche und ortsgeschichtliche Bedeutung, entscheidend stadtbildprägend. Insgesamt 42 m hoher siebengeschossiger Bruchsteinbau, Aufstockung (oktogonal) eventuell durch Hieronymus Lotter (16. Jahrhundert), Haube verschiefert, Portal mit reliefierten Figuren (1909 im Zusammenhang mit dem Bau des Kirchenschiffs entstanden) | 08967437 |
| Weitere Bilder                          | Ehemaliges Herrenhaus eines Rittergutes | Am Lotterhof 11 (Karte)               | 16. Jahrhundert                                                  | Aus spätgotischer Zeit, umgebaut im Renaissancestil durch den berühmten Baumeister Hieronymus Lotter, besondere ortsgeschichtliche und baugeschichtliche Bedeutung. Zweigeschossiger Bruchsteinbau mit Substruktion, profilierte Renaissance-Fenstergewände, Grundriss über Eck, Satteldach, wertvolle Gewände innen | 08967436 |
| Direkt Bild zu diesem Denkmal hochladen | Mord- und Sühnekreuz | Am Steinkreuz 5 (bei) (Karte)         | 15./16. Jahrhundert                                              | Ortsgeschichtlich von Bedeutung | 08967435 |
| Direkt Bild zu diesem Denkmal hochladen | Ehemaliges Wohnstallhaus | Annaberger Straße 21 (Karte)          | um 1800                                                          | Obergeschoss Fachwerk verbrettert, regionaltypische Holzbauweise, unter anderem baugeschichtliche Bedeutung. Erdgeschoss massiv, Stallteil noch erkennbar, Obergeschosskonstruktion intakt, Fenster ohne Sprossung, steiles Satteldach mit Solaranlage | 08967461 |
| Direkt Bild zu diesem Denkmal hochladen | Zwei Schuppen einer ehemaligen Bahnanlage | Annaberger Straße 36 (hinter) (Karte) | um 1905                                                          | Verbretterte Holzbauten, von hohem Originalitätsgrad, Relikte der Eisenbahn, verkehrshistorischer Wert. | 08967459 |
| Direkt Bild zu diesem Denkmal hochladen | Wohnhaus in halboffener Bebauung | Annaberger Straße 49 (Karte)          | 1. Hälfte 19. Jahrhundert                                        | Obergeschoss Fachwerk verschiefert, Relikt ländlicher Bauweise im Ort, baugeschichtlich von Bedeutung. Erdgeschoss massiv, geglättet aber Obergeschossfenster originale Größe (keine Sprossung), steiles Satteldach, Schieferdeckung, einige Dachliegefenster | 08967460 |
| Direkt Bild zu diesem Denkmal hochladen | Wohnhaus in offener Bebauung, mit Anbau | Annaberger Straße 71 (Karte)          | bezeichnet 1905                                                  | Putzfassade mit vergleichsweise aufwendigem Dekor und Fachwerkelementen, mit landwirtschaftlichem Nutzanbau, ortsentwicklungsgeschichtliche und baugeschichtliche Bedeutung. Zweigeschossiger massiver Putzbau mit Putzgliederung (Lisenen, Spiegel), intaktes Wand-Öffnungs-Verhältnis, Giebelbereich mit Zier-Fachwerk, rundbogiger Eingang mit beschriftetem Gewände und Schlussstein, originales Haustürblatt, Anbau großteils mit Fachwerk-Obergeschoss, überall Fenster mit T-Sprossung im originalen Sinne | 08967457 |
| Direkt Bild zu diesem Denkmal hochladen | Wohnhaus in offener Bebauung | August-Bebel-Straße 1 (Karte)         | 19. Jahrhundert                                                  | Obergeschoss Fachwerk verschiefert, Relikt ländlicher Holzbauweise, bildprägende Lage, baugeschichtlich von Bedeutung. Erdgeschoss massiv, Natursteinfenstergewände, Haustürgewände mit Zahnschnitt, Obergeschoss-Konstruktion intakt, alte Kastenfenster, Krüppelwalmdach, Schieferdeckung, später eingefügte Hechtgaupe | 08967474 |
| Direkt Bild zu diesem Denkmal hochladen | Wohnhaus in halboffener Bebauung | August-Bebel-Straße 15 (Karte)        | 1863                                                             | Putzbau, mit Einflüssen des Klassizismus, mit hohem Originalitätsgrad und bildprägender Funktion, ortsentwicklungsgeschichtlich von Bedeutung. Zweigeschossiger massiver Putzbau mit Walmdach, gekuppelte Fenster in der Mittelachse, zum Teil noch Winterfenster, fünf kleine stehende Gaupen, Reste von Putzgliederung | 08967476 |
| Weitere Bilder                          | Lokschuppen einer ehemaligen Bahnanlage, sowie Wasserkran, Kippsignal, Lokomotive, Draisine mit zwei Waggons und Rollwagen | Bahnhofstraße 10 (Karte)              | 1888                                                             | Verkehrsgeschichtlich und technikhistorisch von Bedeutung. Bahnhofsgebäude selbst kein Denkmal, Lokschuppen preußisches Fachwerk, Dachüberstand, Lokomotive Baureihe 99 (Sächsische IV K), ein Personen- und ein Packwagen, Rollwagen zum Transport von Normalspurwaggons auf Schmalspur | 08967440 |
| Direkt Bild zu diesem Denkmal hochladen | Villa | Bergstraße 6 (Karte)                  | 1902                                                             | Putzbau mit Holzveranda, im historistischen Stil, hoher Originalitätsgrad, baugeschichtliche und womöglich ortsgeschichtliche Bedeutung. Zweigeschossiger massiver Putzbau mit Fachwerk, Loggia, Balkon, Putzgliederung, Fensterbekrönung, zentraler Dreiecksgiebel sprengt Traufgesims, Seitenrisalit, Walmdach, keine originale Sprossung außer bei Holzloggia | 08967471 |
| Direkt Bild zu diesem Denkmal hochladen | Nebengebäude einer ehemaligen Brauerei | Braustraße 1 (Karte)                  | 2. Hälfte 19. Jahrhundert                                        | Gründerzeitlicher Putzbau, ortsgeschichtliche und baugeschichtliche Bedeutung. längsgestrecktes massives dreigeschossiges Gebäude mit flachem Risalit, zwei Geschosse, gekuppelte Segmentbogenfenster, Seitengebäude: eingeschossig, schmuckvoll (Bogenfries, profilierte Porphyrgewände, Reste der Putzgliederung) | 08967464 |
| Weitere Bilder                          | Schule (Anschrift: Ehrenfriedersdorfer Straße 11 und Hieronymus-Lotter-Straße 2) | Ehrenfriedersdorfer Straße 11 (Karte) | 1883                                                             | Historistischer Putzbau, mehrere Gebäudeflügel, erbaut als Bürgerschulgebäude, Erweiterungsbau (Westflügel) für eine Beamtenschule, ortsgeschichtliche und baugeschichtliche Bedeutung. Drei-Flügel-Anlage, dreigeschossiger massiver Putzbau, Segmentbogenstil, zweiachsiger Mittelrisalit mit Neorenaissance-Bekrönung, Fenstersprossung nicht ursprünglich, Flügelbauten zum Teil verändert, originales Portal, Walmdach, Schieferdeckung, war erste Sächsische Gemeinde- und Beamtenschule, in den Räumen der Bürgerschule seit 1891 eine Beamtenschule im zweiten Stockwerk, seit 1898 mit eigenem Schulgebäude (Westflügel der Schule) | 08967439 |
|                                         | Wohnhaus in offener Bebauung und in Ecklage | Ehrenfriedersdorfer Straße 13 (Karte) | 1903                                                             | Historisierende Putzfassade mit Zierfachwerkaufbau und Jugendstilornamentik, bauhistorische und ortsgeschichtliche Bedeutung. Zweigeschossiger massiver Putzbau mit dreigeschossigem Eckturm (oben Zierfachwerk), Gurtgesims, Fenster mit Bekrönung (Vorhangbögen, Girlanden) und zum Teil mit Spiegeln darunter, zum Teil auch jugendstiltypische Kopfornamente, Fenster mit T-Sprossung wohl im originalen Sinne, Walmdach, Schieferdeckung, Gaupen | 08967467 |
| Direkt Bild zu diesem Denkmal hochladen | Wohnhaus in offener Bebauung | Ehrenfriedersdorfer Straße 14 (Karte) | 1. Hälfte 19. Jahrhundert, womöglich älter                       | Obergeschoss Fachwerk, Relikt ländlicher Holzbauweise, unter anderem baugeschichtliche Bedeutung. Erdgeschoss massiv, verändert, Obergeschoss teils verschiefert, teils verbrettert, Fenstergröße im Obergeschoss ursprünglich, ohne Sprossung, Satteldach mit leichtem Überstand | 08967465 |
| Direkt Bild zu diesem Denkmal hochladen | Fabrikantenvilla | Ehrenfriedersdorfer Straße 18 (Karte) | um 1920                                                          | Repräsentativer Putzbau mit einigem Ornament, baugeschichtliche und ortsgeschichtliche Bedeutung. Zweigeschossiger massiver Putzbau mit markantem Eckturm dreigeschossig, Fenster mit gezackten Oberlichtern, auch im Dachgeschoss, Mansarddach, Schieferdeckung, über den Erdgeschossfenstern florale Medaillons, Lisenengliederung | 08967466 |
| Direkt Bild zu diesem Denkmal hochladen | Fabrikantenvilla, mit Einfriedung | Ehrenfriedersdorfer Straße 25 (Karte) | 1919–1920                                                        | Malerisch gegliederter Putzbau, größte Fabrikantenvilla im Ort, baugeschichtliche und ortsgeschichtliche Bedeutung. Über rustikalem Erdgeschoss (hier Segmentbogenfenster und markanter Eingang mit (Wappen-)Kartusche), Hauptgeschoss und Dachausbauten Putz, heterogene Dachlandschaft auf Walmdachbasis, Schieferdeckung, Einfriedung ebenfalls rustikal, größte Fabrikantenvilla im Ort | 08967469 |
| Weitere Bilder                          | Transformatorenhäuschen | Hieronymus-Lotter-Straße (Karte)      | 1911–1912                                                        | Technikgeschichtlich von Bedeutung. In den neobarocken Formen des Reformstils, Putzgliederung, steiles geschweiftes Krüppelwalmdach mit Giebelverbretterung | 08967441 |
| Direkt Bild zu diesem Denkmal hochladen | Villa | Jahnstraße 14 (Karte)                 | 1912                                                             | Putzbau mit Fachwerkgiebel, von gutem Originalitätsgrad, architektonisch anspruchsvoll, im Reform- und Heimatstil, baugeschichtliche Bedeutung Denkmaltext: Villa, architektonisch anspruchsvoll und im Ort singulär, entstanden wahrscheinlich 1912, Erbauer war der Kaufmann Paul Rehm (Initial „PR“ an der Fassade), zweigeschossiger massiver Putzbau auf heterogenem Grundriss, auch unregelmäßiger Aufriss unter dominanten geschweiften Dachflächen gemäß den Prämissen des Reformstils und des Landhausstils, Straßenseite mit Giebel-Zierfachwerk unter überstehendem „welschem“ Dach, seitlicher Eingang an einem ähnlich gegiebelten Seitenrisalit mit schmalen kolossalen Öffnungen (Treppenhaus), talseitig dominanter halbrunder Erker, im prächtigen Treppenhaus drei ineinander laufende Stuckkreise, edle Treppe und Türeinfassungen hölzern in von Peter Behrens beeinflusstem Design, Farbglasfenster großteils mit Landschaftsmotiven, Zeugnis von großbürgerlichem Bildungs- und Repräsentationsanspruch, daher neben baugeschichtlicher auch sozialgeschichtliche Bedeutung.(LfD/2012) Ein- bis zweigeschossiger massiver Putzbau, Obergeschoss im Mansarddach, zur Straße dominanter Doppelgiebel, ornamentverglastes Treppenhaus und weitere Farbglasfenster, Fenstersprossung denkmalgerecht, Haustür verändert, talseitig dominanter halbrunder Erker, im Treppenhaus Stuck: drei ineinanderlaufende Kreise, Wohnungstüreinfassungen hölzern, in Behrens-Art, Erbauer (Auskunft): Paul Rehm, Kaufmann, Initial: „PR“ (Fassade) | 08967472 |
| Direkt Bild zu diesem Denkmal hochladen | Haustür eines Wohnhauses | Kirchgasse 20 (Karte)                 | frühes 19. Jahrhundert oder älter                                | Blechbeschlagenes Haustürblatt, gestalterisches Relikt, kunsthandwerkshistorischer Wert. Zweiflügelig, höchstwahrscheinlich Spolie, florale Ornamentierung, Oberlicht, zwei Löwenkopf-Griffe | 08967448 |
| Direkt Bild zu diesem Denkmal hochladen | Wohnhaus in offener Bebauung | Mühlleitenweg 2 (Karte)               | Ende 18. Jahrhundert                                             | Fachwerkgebäude, besondere baugeschichtliche Bedeutung, ortsbildprägend in Hanglage. Intaktes Wand-Öffnungs-Verhältnis, Fenster mit T-Sprossung, Krüppelwalmdach, Schleppgaupe mit Anbau, dort Hecht | 08967458 |
| Direkt Bild zu diesem Denkmal hochladen | Mietshaus in offener Bebauung und in Ecklage | Straße der Freundschaft 1 (Karte)     | bezeichnet 1910                                                  | Mit Läden, Putzbau mit Erker, im Reformstil, baugeschichtliche und städtebauliche Bedeutung. Drei- bis viergeschossiger (inklusive Dachgeschoss) massiver Putzbau mit jugendstiligen Gliederungselementen (Gurtgesims, Balkon), gegiebelter Seitenrisalit, Fenster in originaler Sprossung, Kuppel-Mansarddach | 08967447 |
| Weitere Bilder                          | Turm eines ehemaligen Freigutes, daneben Grabplatte für Wolf Schütz | Straße der Freundschaft 24 (Karte)    | Kern 15. Jahrhundert (Turm)                                      | Ehemaliger Treppenturm, Grabplatte zur Erinnerung an Wolf Schütz (gestorben 1577), einer der reichsten Bergherren des Geyerschen Silberbergbaus und letzter der Familie, besondere ortsgeschichtliche Bedeutung. - Turm: Bruchstein, mit Renaissanceportal (Triumphbogenmotiv) mit Sitznischen, - Daneben Platte mit zwei Wappen, Grabplatte Schütz an Mauer gelehnt, Schütz war Eigentümer dieses ehemaligen Gutes und Bergbauunternehmer | 08967449 |
| Direkt Bild zu diesem Denkmal hochladen | Wohnhaus in offener Bebauung | Waldstraße 6 (Karte)                  | 19. Jahrhundert                                                  | Eingeschossiges Gebäude mit verbrettertem Giebel, Erzgebirgshaus von hohem Originalitätsgrad, unter anderem baugeschichtliche Bedeutung. Eingeschossiger massiver Putzbau mit steilem Satteldach und verbrettertem Giebel | 08967473 |
| Weitere Bilder                          | Methodisten-Kirche (mit zwei Hausnummern) | Wiesenstraße 8; 10 (Karte)            | 1951–1953                                                        | Saalbau mit markantem Dachreiter, in der Formensprache der 1950er Jahre, baugeschichtlich von Bedeutung. Putzbau mit rustikalem Eingang, Satteldach mit markantem verschieferten Dachreiter, Kirche wurde am 4. Oktober 1953 geweiht | 08967475 |
| Direkt Bild zu diesem Denkmal hochladen | Wohnhaus und daran angebautes Fabrikgebäude | Ziegelsberg 8 (Karte)                 | bezeichnet 1912                                                  | Putzbau, Reformstil-Architektur, von hohem Originalitätsgrad, baugeschichtliche und ortsgeschichtliche Bedeutung. Dreigeschossiges Hauptgebäude (das dritte Geschoss im Mansarddachbereich) mit zwei Anbauten, heterogener Grundriss, ornamentierte Eingangszone, halbrunder Erker, Anbau Straßenseite: gegiebelt, Produktionsanbau eingeschossig, ebenfalls Mansarddach, teilweise originale Fenstersprossung, Treppenhaus mit Farbglasfenster | 08967470 |
| Weitere Bilder                          | Kapelle (Nr. 3) und Aussegnungshalle (Nr. 5) eines Friedhofes | Zwönitzer Straße 3; 5 (Karte)         | Kern 15. Jahrhundert, später verändert                           | Spätgotisches Kirchlein, neogotische Trauerhalle, baugeschichtlich und ortsgeschichtlich von Bedeutung. | 08967456 |
| Weitere Bilder                          | Sachgesamtheit Bergbaumonumente Geyer | (Karte)                               | Im Kern 16. Jahrhundert (Arsenik- und Vitriol-Produktionsstätte) | Von bergbaugeschichtlicher Bedeutung. Sachgesamtheit: Binge, Konstantinschacht, Stauweiher mit Mauer und Hochwasserentlastungsanlage, Heideteich mit Damm und Hochwasserentlastungsanlage, Areal »Drei-Kinder-Schacht«, Tiefer Hauptstolln, Mundloch Neuer Tiefer Hirtenstolln (siehe auch Einzeldenkmalliste ID 08967479) | 09306543 |

## Ehemaliges Denkmal
| Bild                                    | Bezeichnung                                            | Lage                                  | Datierung | Beschreibung | ID       |
| --------------------------------------- | ------------------------------------------------------ | ------------------------------------- | --------- | --- | -------- |
| Direkt Bild zu diesem Denkmal hochladen | Wohnhaus in offener Bebauung und in Ecklage, mit Anbau | Ehrenfriedersdorfer Straße 21 (Karte) | 1908      | Villenartiges Gebäude, Obergeschoss Fachwerk, mit Jugendstileinflüssen, baugeschichtliche Bedeutung. Erdgeschoss massiv, Türblatt und -rahmung stark vom Jugendstil beeinflusst, darüber erkerartige Ausbuchtung, im Fachwerk-Obergeschoss Fenster zum Teil noch mit originaler T-Sprossung, Satteldach mit Giebel über Eingangszone. Der Bau der Villa von 1908 für den Fuhrunternehmer und Wirtschaftsbesitzer Oswald Schubert wurde von Baumeister Paul Götze aus Geyer ausgeführt. Der rückwärtige Anbau – der ursprünglich Pferdestall und Heuboden aufnahm – wurde 1922 für die Strumpfherstellung umgebaut und gleichzeitig das Erdgeschoss der Villa als Kontor eingerichtet. Der westliche Erweiterungsbau durch das Chemnitzer Architekturbüro Prof. Claus und Puschmann, ausgeführt von Baumeister Paul Götze aus Geyer. Die Bauherren waren Familie Schubert und Hermann Dietzsch. Die Dampf-Strumpf-Formerei bestand bis nach dem Krieg und wurde 1955 unter Friedrich H. Dietzsch modernisiert, Entwurf Architekt Uhlig, Umsetzung Baufirma H. Götze aus Geyer. Der Bau wird in erster Linie durch den dekorativen Einsatz des Fachwerks mit Jugendstileinflüssen und Anklängen an den Landhausstil bestimmt. Das Erdgeschoss ist massiv, besonders der Eingangsbereich mit Türblatt und -rahmung stark vom Jugendstil beeinflusst, darüber ein Erker, Fenster zum Teil noch mit originaler T-Sprossung, Satteldach mit Giebel über Eingangszone. Die authentisch erhaltene Villa ist besonders baugeschichtlich von Bedeutung. Zudem kommt dem Bau mit seiner exponierten Lage eine hohe ortsbildprägende Bedeutung zu. Im Februar 2022 abgerissen. | 08967468 |